# Crewkerne
Crewkerne är en stad och civil parish i Somerset i England. Orten har 7 000 invånare (2011). Byn nämndes i Domedagsboken (Domesday Book) år 1086, och kallades då Cruche/Chruca/Cruca/Crucca/Crucche.